# El regne dels elfs
El regne dels elfs (en xinès: 精灵王座) és una pel·lícula d'aventures romàntica xinesa dirigida per Song Yuefeng. Es va estrenar a la Xina a càrrec Beijing Enlight Pictures el 19 d'agost de 2016, en 2D i 3D. És la seqüela de la pel·lícula d'animació del 2014 Long Zhi Gu: Po Xiao Qi Bing, basada en el videojoc Dragon Nest. S'ha doblat al català.
La pel·lícula va recaptar 23,4 milions de renminbis a la taquilla xinesa.